# Gymnopilus corsicus
Gymnopilus corsicus là một loài nấm thuộc họ Cortinariaceae.